# Albrecht Rodenbachstraat
De Albrecht Rodenbachstraat is een straat in Brugge.

## Beschrijving
In het oostelijk gedeelte van de historische stad lag een uitgestrekt gebied van weiden en tuinbouwgronden. Na de Eerste Wereldoorlog werd een ruim gedeelte hiervan door de stad Brugge geürbaniseerd in wat het Gezellekwartier werd genoemd, naar de dichter Guido Gezelle, wiens geboortehuis in de naburige Rolweg stond en wiens vader op deze tuinbouwgronden had gewerkt. In de tweede helft van de jaren 1920 werden nieuwe straten aangelegd en de percelen verkaveld en verkocht.
De nieuwe straten werden genoemd naar bekende personen die tot dezelfde literaire sfeer als Gezelle behoorden: Stijn Streuvels, Hugo Verriest en Albrecht Rodenbach. Deze benamingen werden gegeven door het Brugs schepencollege op 25 juni 1929.
Men wilde er niet 'zomaar een verkaveling' van maken. Er werden stringente bouwvoorschriften uitgewerkt die er voor moesten zorgen dat een harmonisch en herkenbaar geheel zou tot stand komen. De bouwvolumes, de parcellering, de architectuur en de bouwmaterialen werden aan bijzondere regels onderworpen. Handelszaken werden geweerd in wat exclusief een residentieel gebied moest worden. De voorschriften bepaalden ook dat de straatgevels in het wit zouden worden geschilderd. Toen dit door heel wat bouwheren niet werd opgevolgd, heeft het stadsbestuur het niet afgedwongen. In de Albrecht Rodenbachstraat en de Hugo Verrieststraat werd bijkomend het concept gehanteerd van een tuinwijk naar Engels model. De straten werden relatief breed aangelegd en ieder huis werd voorzien van een voortuin.
Het straatbeeld is vrij homogeen, met huizen in neo-Brugse stijl van twee bouwlagen met een voortuin die omgeven is door een muurtje of haag. De hoekpanden zijn iets complexer vormgegeven en krijgen daardoor een cottage-allure. De variatie in het straatbeeld is ruim aanwezig doordat, binnen dezelfde vormentaal, elk huis afzonderlijk is ontworpen en gebouwd.
De Albrecht Rodenbachstraat loopt van de Stijn Streuvelsstraat naar de Hugo Verrieststraat.